# Кольцов Олексій Васильович
Олексій Васильович Кольцов (нар. 3 (15) жовтня 1809, Воронеж — пом. 29 жовтня (10 листопада) 1842, Воронеж) — російський поет, купець. Вершиною художніх досягнень поета є його пісні. Декілька віршів написав українською мовою. Поривання до волі, туга за молодістю, селянська праця — ось головні його теми. Творчість письменника становить собою вдалий синтез елементів книжкової поезії і селянського фольклору. Значна кількість його віршів покладена на музику.

## Біографія
Народився в сім'ї воронезького міщанина, торговця худобою. З дитячих років брав участь у справах батька — переганяв стада в степах, купував і продавав худобу на сільських базарах. Навчався в повітовому парафіяльному училищі менше півтора року. У 16 років почав писати вірші, наслідуючи популярних поетів того часу.
Першими наставниками Кольцова були книгар Дмитро Кашкін і семінарист Андрій Сребрянський.
Збереглося три вірші, написані Кольцовим українською мовою під загальною назвою «Опыт малоросийской поэзии».
1830 року Кольцов познайомився з Миколою Станкевичем, який приїхав до Воронежа. Той показав вірші невідомого юнака московським літераторам, зокрема Віссаріонові Бєлінському, який став для Кольцова другом та вчителем життя.
У 1835 році Станкевич і Бєлінський на кошти, зібрані за передплатою, видали першу книжку віршів поета. Талант поета-самоучки підтримали Пушкін, Крилов, Вяземський, Одоєвський. Сучасників зацікавила народність віршів Кольцова, що відрізняла їх від численних підробок під народну поезію. Кольцов оспівував працю людини на землі, злитість його з природою («Песня пахаря», «Урожай», «Косарь»). У деяких його віршах реалістичні картини поєднувалися  з відомою ідеалізацією народного життя.
Бєлінський писав, що разом з напевно лірикою Кольцова в літературу «… сміливо увійшли і постоли, і рвані каптани, і кострубаті бороди, і старі онучі, — і весь цей бруд перетворився в нього в чисте золото поезії». Називаючи Кольцова «великим народним поетом», Микола Добролюбов зазначав, що його пісні «… склали у нас абсолютно особливий, новий рід поезії … Кольцов першим став представляти в своїх піснях цієї російської людини справжнє життя наших простих людей так, як воно є, нічого не вигадуючи».
У Олексія Кольцова нерідко відбувалися сварки з батьком (особливо в останні роки життя); його батько негативно ставився до літературної творчості сина. Внаслідок депресії і тривалого туберкульозу Кольцов помер у віці тридцяти трьох років у 1842 році. Похований у Воронежі.

## О. Кольцов і Україна
О. Кольцов з дитинства ввібрав культуру не тільки російського, але й українського народу (недалеко від Воронежа, в південних районах — Острогозькому, Павловському, Богучарському, Бірючинському і Валуйському — переважало українське населення).
У справах свого батька він часто роз'їжджав по південних повітах Воронезької губернії, доводилося йому бувати і в Україні. Тут поет знайомився з життям українців, їхнім побутом, традиціями, піснями, переказами, збирав українські пісні та прислів'я.
Свій перший вірш українською мовою «Голубонько, доню!» А. Кольцов створив у ранній юності, потім ним було написано ще кілька творів («Відкіль запорожці, відкіль се ідуть?», «Друженьку! друженьку! Як я коли зайду», 1829).
У статті «Малорусскія стіхотворенія А. В. Кольцова» літературний критик М. Комаров у кінці XIX ст. цілком справедливо зазначив:

| «... спроба Кольцова писати по-малоруськи представляється вкрай цікавою, тим більше що вона відноситься до того часу, коли на малоросійській мові були надруковані тільки «Енеїда» Котляревського та деякі вірші Гулака-Артемовського, досить поширені в Малоросії, але навряд чи знайомі Кольцову, що жив постійно в Воронежі і притому взагалі мало знайомому з літературою».[8] |
У багатьох інших його віршах звучать українські мотиви, виникають образи українців, зображених з великою повагою і симпатією («Ночівля чумаків» (1829, російською «Ночлег чумаков»), «До річки Гайдарі» (1830, російською «К реке Гайдари»), «Втеча» (1838, російською «Бегство»)).

## Пам'ять

### Могила О.В.Кольцова
Могила О. В. Кольцова зберігається в Літературному некрополі недалеко від Воронезького цирку.

### Пам'ятники
У Воронежі є пам'ятники, що увіковічили пам'ять про поета. Один був встановлений у 1868 році (автор А. Тріскорні) в Кольцовському сквері. Інший, відкритий у 1976 році (автори П. Бондаренко та І. Савічев), на Радянській площі.

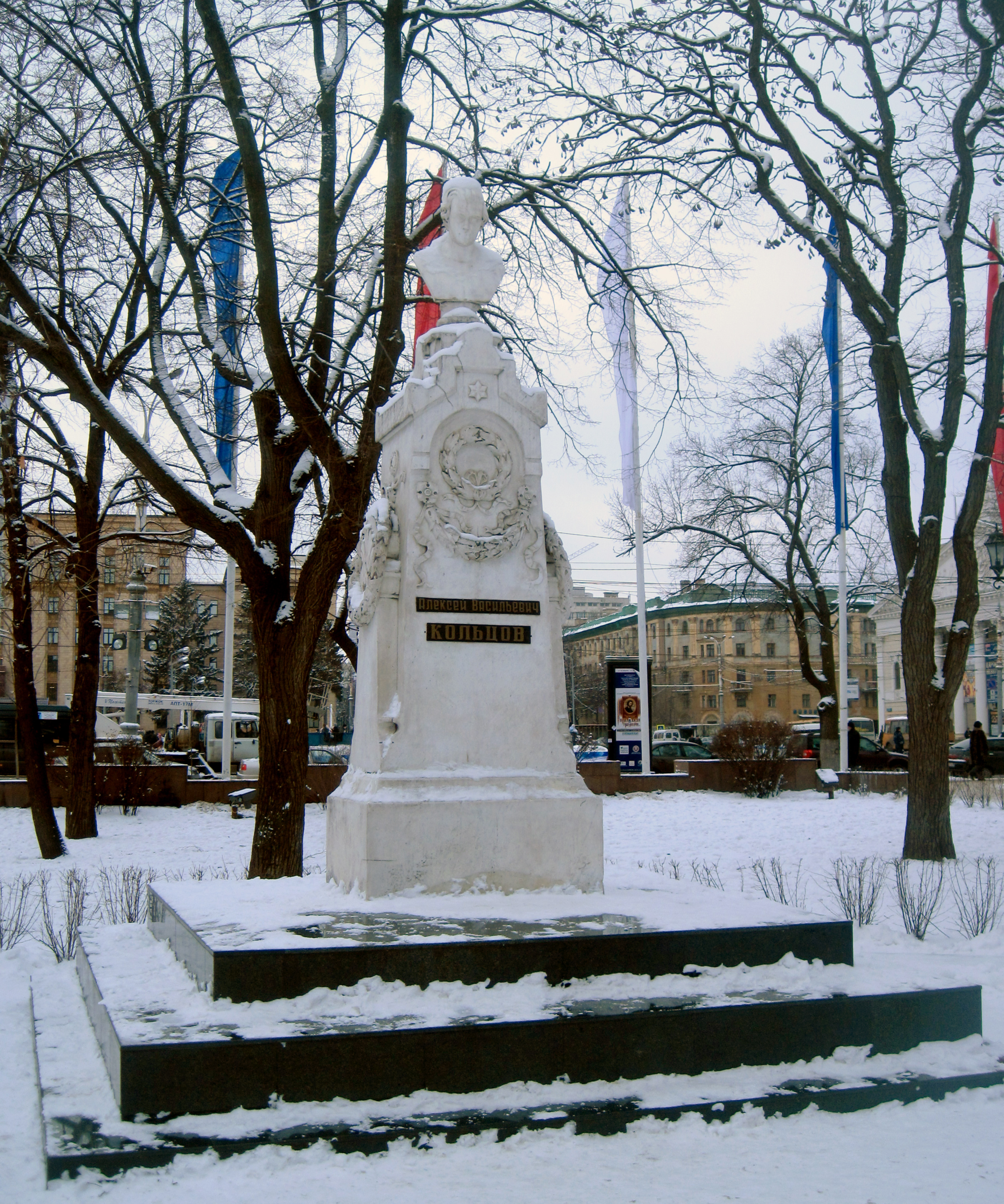
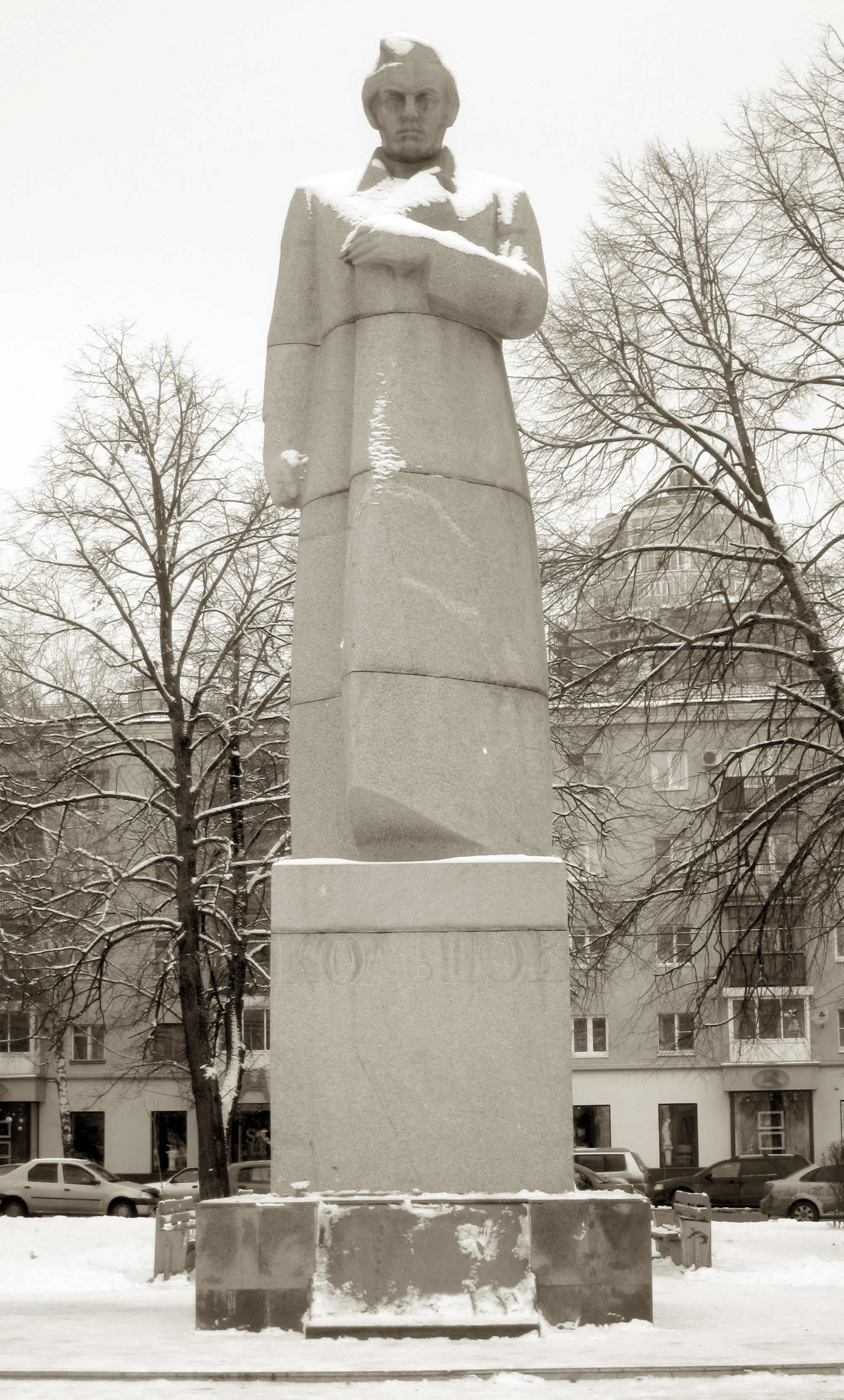

### Топонімія таергонімія
- Ім'я О. В. Кольцова мають вулиця, сквер, гімназія та бібліотека у Воронежі.
- Бульвар Кольцова в Києві.
- Вулиця Кольцова у Мінську.

### У філателії, нумізматиці та ін.
Поштові марки та монети

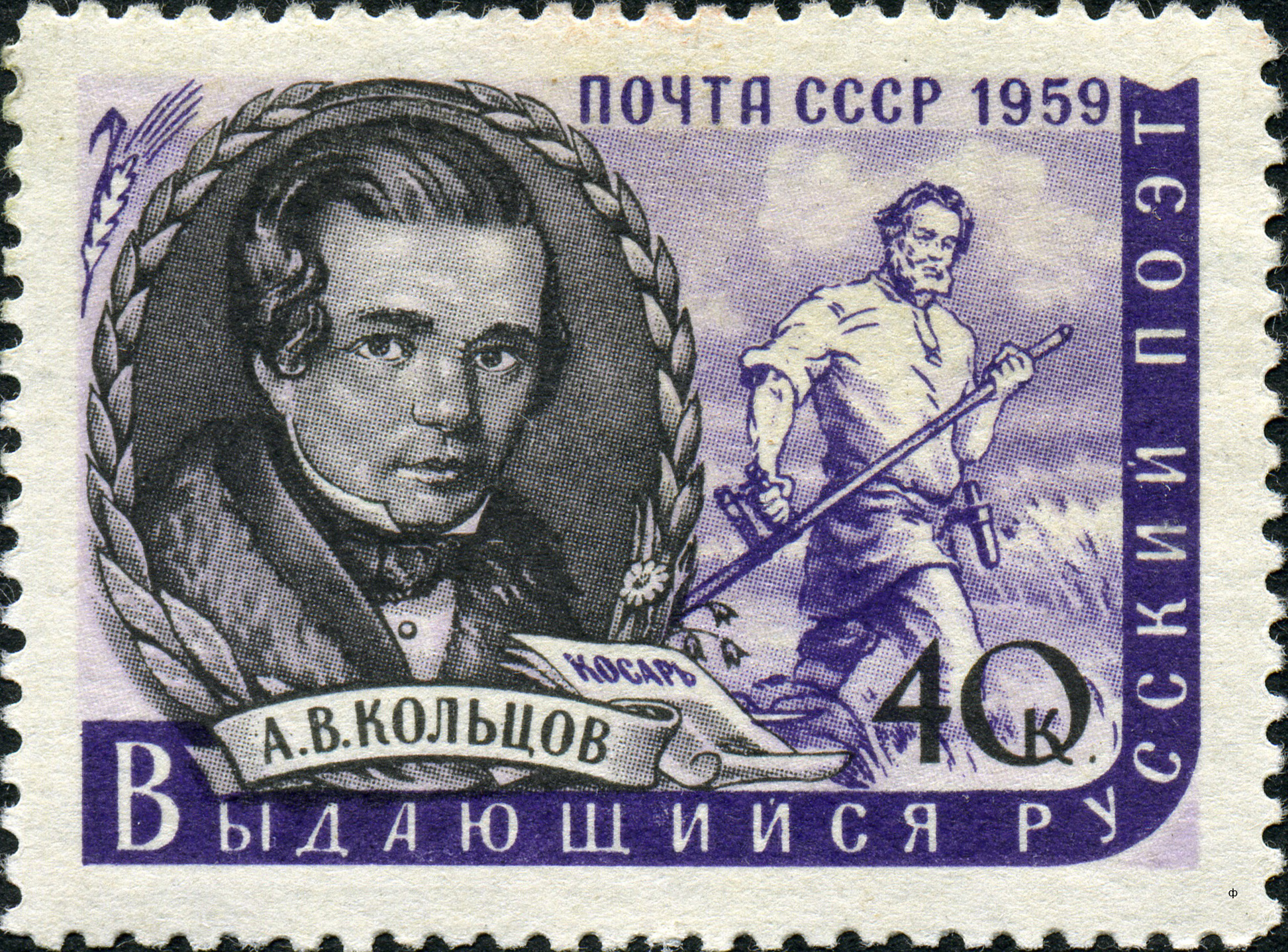
Поштова марка СРСР, 1959
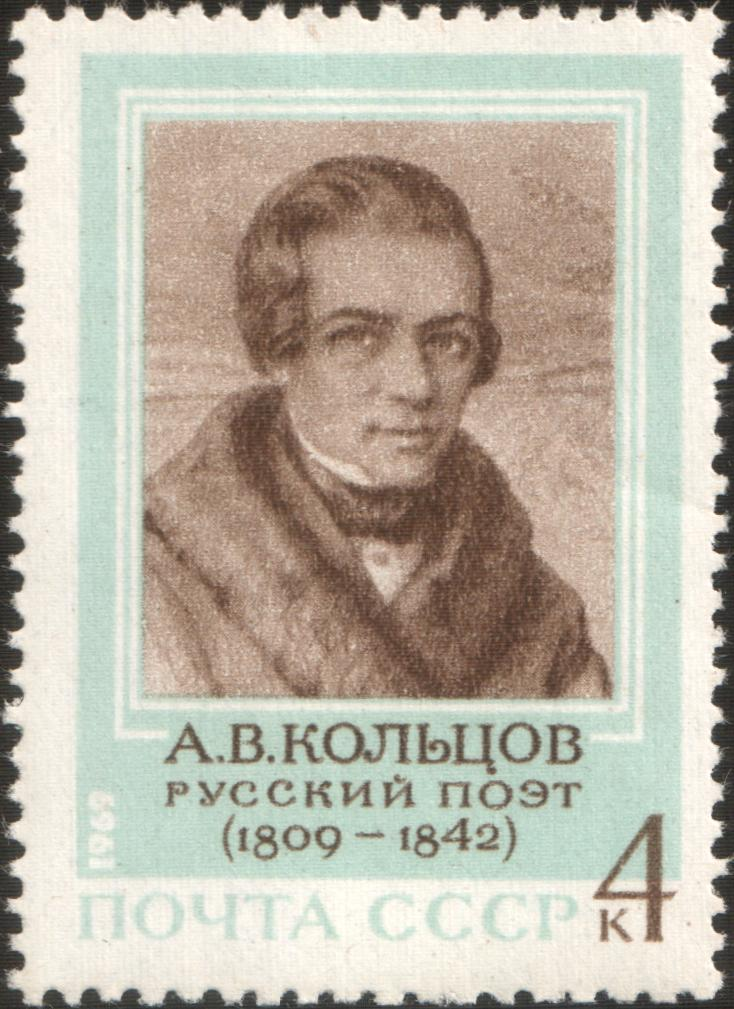
Поштова марка СРСР, присвячена Кольцову, 1969, 4 копійки ( ЦФА 3806, Скотт 3652)
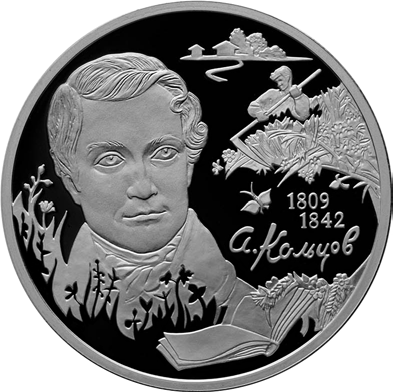
Пам'ятна срібна монета Банку Росії, присвячена 200-річчю Кольцова

- У 1959 році вийшов радянський історико-біографічний художній фільм «Пісня про Кольцова».
- У 1997 році на екрани вийшов фільм «На зорі туманної юності», присвячений Олексію Кольцову.
- Воронезька кондитерська фабрика випускає цукерки «Пісні Кольцова» з 1958 року.
- До 200-річчя від дня народження А. В. Кольцова Банк Росії випустив срібну монету номіналом 2 рублі.
- У 2011 році до 425-річчя Воронежа Пошта Росії випустила конверт із зображенням пам'ятника поетові в Кольцовському сквері.